# O du
Gli o du sono un piccolo gruppo etnico che fa parte dei popoli khmuici ed è stanziato nei territori montani della catena Annamita, al confine tra Laos e Vietnam. L'etnia viene chiamata anche iduh, haat, hat o tay hat.
In Vietnam, gli o du vivono in alcuni villaggi nel Distretto di Tương Dương, nella Provincia di Nghệ An, dove la popolazione totale era di 300 persone secondo il censimento del 1999. C'è inoltre una piccola comunità nel distretto di Nonghet della Provincia di Xiangkhoang, in Laos, che nel 1996 era composta da 190 persone.
Basano la loro sussistenza principalmente sull'agricoltura e l'allevamento di bestiame. Praticano l'Animismo e parlano la lingua o du, che sta cadendo in disuso e fa parte del ceppo mon khmer e della famiglia linguistica austronesiana.